# عفیف باختری
عفیف باختری (زاده ۱۳۴۱ ٬درگذشته ۸ ثور / اردیبهشت ۱۳۹۶، مزار شریف - بلخ) یکی از روزنامه‌نگاران و شاعران فارسی‌زبان شناخته شده معاصر افغانستان بود. وی در شهر مزار شریف ولایت بلخ به دنیا آمد و بیشتر عمر خود را در همین شهر سپری کرد و درگذشت.
ایشان در طول حیات خود در نشریه‌های جهان نو و ماهنامه «الف تا یا» فعالیت داشت و همچنین پنج مجموعه شعر به نشر رسانید. اشعار او که زبان شعر خاص خود را داشت از نظر محتوی بسیار عمیق بود، همچنین آشنایی او با دیگر هنرهای مدرن و اشعار عمیق و پر از کنایه به وضع موجود اما در عین حال سرشار از امید باعث شد که او مورد توجه بسیاری از اهالی ادب و هنر قرار بگیرد و از او چهره مطرحی در این حوزه به نمایش بگذارد.

## زندگی
عفیف باختری، با نامِ کاملِ اسدالله عفیف باختری، متولّدِ ۱۳۴۱ در شهر مزار شریف در ولایت بلخ به دنیا آمد. دوران کودکی و نوجوانی خود را در همین شهر گذرانید و در محضر پدرش که او نیز شاعر بود و در نشریه‌ای محلی به نام «نشریه بیدار» مقاله می‌نوشت با ادبیات آشنا شد. وی پس از آن برای تحصیل در دانشگاه به کابل آمد و در رشته زراعت مشغول تحصیل شد و نخستین اشعار خود را در همان سال‌ها سرود. باختری پس از پایان تحصیلات و دوره سربازی دوباره به مزار شریف بازگشت.
او در بلخ در آغاز به عنوان آموزگار در اداره سواد آموزی، انجمن نویسندگان و اداره کل امور فرهنگی مشغول به کار شد. پس از آن در سال ۱۳۷۷ به عنوان سردبیر نشریه جهان نو آغاز به کار نمود و در ماهنامه «الف تا یا» به عنوان مدیر مسئول فعالیت کرد. در دهه ۷۰ خورشیدی به پای او به جمع شاعران ولایت بلخ پیوست و آرام آرام در برنامه‌های رادیو و تلویزیون نیز حضور یافت.

## آثار
اولین کتاب مجموعه اشعار باختری با نام سنگ و ستاره پس از سقوط طالبان و در سال ۱۳۸۲ به نشر رسید که مورد استقبال نسل جوان قرار گرفت. پس از آن چهار مجموعه کتاب دیگر نیز از او به نشر رسید.
- سنگ و ستاره (۱۳۸۲)
- آوازهای خاکستری (۱۳۸۳)
- من با زبان دریا (۱۳۸۶)
- با یک پیاله چای چطوری عزیز من؟ (۱۳۸۶)
- صد غزل (۱۳۹۱)

## افتخارات
جوایز و افتخارات باختری:
- عنوان بهترین شاعر ده سال پسین افغانستان در جشنواره شعر معاصر (۱۳۹۵).
- جایزه ویژه جشنواره بین‌المللی فجر در ایران.
- مدال عالی دولتی از طرف رئیس‌جمهوری افغانستان.
- تجلیل ویژه والی و فرهنگیان بلخ برای یک عمر از فعالیت ادبی.

## درگذشت
در تاریخ ۸ ثور/اردیبهشت ۱۳۹۶ ایشان در بیمارستان ابوعلی سینا در شهر مزار شریف به علت بیماری چشم از جهان فروبست.